# Валид аш-Шехри
Валид Мухаммед аш-Шехри (араб. وليد الشهري‎; 20 декабря 1978, Асир, Саудовская Аравия — 11 сентября 2001, Нью-Йорк, США) — саудовский террорист, авиаугонщик, один из 19 смертников, осуществивших террористический акт 11 сентября 2001 года. Один из пяти угонщиков самолёта рейса 11 American Airlines, который врезался в Северную башню Всемирного торгового центра в рамках скоординированных атак.
Родившийся в Саудовской Аравии, аш-Шехри был студентом до своего путешествия в Медину, в котором он сопровождал своего психически нездорового брата. Позже они оказались в Афганистане, где были выбраны для атаки.

## Ранняя биография и образование
Валид аш-Шехри родился в округе Асир, бедном регионе на юго-западе Саудовской Аравии на границе с Йеменом. Семья Шехри придерживалась ваххабитского течения в исламе, она не имела спутникового телевидения или интернета, Валиду было запрещено играть на музыкальных инструментах или иметь контакты с девушками, пока он не достигнет нужного возраста для вступления в брак.
Раннее СМИ сообщали, что Валид получил сертификат пилота в авиационном университете Эмбри-Риддл в 1997 году. Однако, после короткого расследования выяснилось, что Эмбри-Риддл не принимал какого-либо участия в лётной подготовки террористов. Одного из студентов этого университета также звали Валидом аш-Шехри, но он не имел никаких связей с Аль-Каидой.

## Подготовка к атаке

### 2000
Валид оставил учёбу, чтобы сопровождать своего брата Ваиля, отправленного в отпуск по причине психического расстройства, в Медину. Ваиль сообщил отцу, что намерен добиться помощи от религиозного целителя в Медине.
После посещения Медины братья прибыли в тренировочный лагерь Аль-Фарук в Афганистане, где они встретились с Ахмедом аль-Нами и Саидом аль-Гамди. Ещё до прибытия в Аль-Фарук эта четвёрка якобы обязалась вести джихад весной 2000 года в церемонии, которой руководил Ваиль, называвший себя Абу Муссаебом аль-Джануби в честь одного из сподвижников Мухаммеда.
Валид позже служил в силах безопасности в международном аэропорте Кандагар с Саидом аль-Гамди. После того, как он был выбран для проведения террористических атак, он тренировался с другими будущими угонщиками в комплексе Аль-Матар под руководством Абу Тураба аль-Урдуни.
Валид вернулся в Саудовскую Аравию со своим братом осенью 2000 года, чтобы они могли получить чистые паспорта и визы США, что они и сделали соответственно 3 и 24 октября 2000 года.
Местные жители сообщили, что он и его брат исчезли из Хамис-Мушайта, города на юго-западе Саудовской Аравии, в декабре 2000 года.
По данным Комиссии 9/11, в середине ноября 2000 года три будущих угонщика (Ваиль аш-Шехри, Валид аш-Шехри и Ахмед аль-Нами), которые уже получили американские визы в конце октября, ездили группой из Саудовской Аравии в Бейрут, затем в Иран, а оттуда они могли перебраться в Афганистан и путешествовать там без необходимости отметки об этом в паспорте.

### 2001
После прохождения подготовки Валид перебрался в убежище в Карачи (Пакистан), затем он прибыл в ОАЭ. Из ОАЭ будущие угонщики прибыли в США между апрелем и июнем 2001 года. Валид, вероятно, прибыл в США 23 апреля 2001 года. Некоторые источники сообщают, что аш-Шехри временно останавливался в квартире Мухаммеда Атты в немецком Гамбурге, в период между 1998 и 2001 годами. Другие предполагают, что он мог встретиться с Закариасом Муссауи в Лондоне.
4 мая 2001 года он подал заявку и получил водительские права штата Флорида. 19 мая Валид и Сатам ас-Суками вылетели из Форт-Лодердейла в Фрипорт (Багамские острова), где у них были зарезервированы номера в отеле Princess Resort. Там у них не оказалось нужных документов, и они были отправлены обратно во Флориду, где приземлились в тот же день. Там они арендовали красный автомобиль Kia Rio в компании Avis Rent-A-Car. Комиссия 9/11 полагала, что они, вероятно, совершили этот манёвр, чтобы возобновить иммиграционный статус ас-Суками, так как его срок законного пребывания в США завершался 21 мая 2001 года.
Суками был одним из девяти угонщиков, открывших депозитный банковский счёт в SunTrust в июне 2001 года. Живя в Бойнтон-Бич, Валид слыл по словам соседей страстным болельщиком бейсбольного клуба «Флорида Марлинс».
16 июля 2001 года Ваиль и Валид остановились в отеле в испанском Салоу, где их посетил Мухаммед Атта. 30 июля Валид аш-Шехри путешествовал в одиночку из Форт-Лодердейла в Бостон. На следующий день он прилетел в Сан-Франциско, где он остановился на одну ночь перед возвращением во Флориду через Лас-Вегас.
5 сентября 2001 года Ваиль и Валид аш-Шехри прибыли из Форт-Лодердейла в Бостон. Они остановились в отеле Park Inn, в городе Честнат-Хилл (штат Массачусетс) в тот же день, сняв номер 432. Абдулазиз аль-Омари, возможно, также провёл ночь в отеле Park Inn перед отъездом с Мухаммедом Аттой в Портленд (штат Мэн) 10 сентября 2001 года.

## Теракты 11 сентября
Братья аш-Шехри и Сатам ас-Суками прибыли вместе в аэропорт Логан в 06:45 утром 11 сентября 2001 года, оставив арендованный Ford Focus на парковке аэропорта. При прохождении проверки в аэропорте Валид был выбран компьютерной системой CAPPS, которая требовала дополнительного досмотра его багажа на наличие взрывчатых веществ и позволяла обойтись без дополнительного досмотра на пассажирском контрольно-пропускном пункте безопасности.
В 7:40 утра, все пятеро угонщиков были на борту самолёта, который в 7:45 утра должен был начать взлёт. Ваиль и Валид аш-Шехри сидели вместе в первом классе на местах 2А и 2B соответственно.